# 4618 Shakhovskoj
A 4618 Shakhovskoj (ideiglenes jelöléssel 1977 RJ3) a Naprendszer kisbolygóövében található aszteroida. Nyikolaj Sztyepanovics Csernih fedezte fel 1977. szeptember 12-én.